# Гужиково
Гужиково (пол. Górzykowo, нім. Ober Guhren) — село в Польщі, у гміні Сулехув Зеленогурського повіту Любуського воєводства.
Населення — 307 осіб (2011).
У 1975-1998 роках село належало до Зеленогурського воєводства.

## Демографія
Демографічна структура станом на 31 березня 2011 року:
|          | Загалом | Допрацездатний вік | Працездатний вік | Постпрацездатний вік |
| -------- | ------- | ------------------ | ---------------- | -------------------- |
| Чоловіки | 149     | 32                 | 106              | 11                   |
| Жінки    | 158     | 32                 | 101              | 25                   |
| Разом    | 307     | 64                 | 207              | 36                   |